# Listy cyników
Listy cyników to zbiór listów wyjaśniających zasady oraz praktyki filozofii cynickiej. Przeważnie pisane były  w czasach świetności cesarstwa rzymskiego, ale istnieje również opinia, według której zostały napisane wcześniej, przez wcześniejszych filozofów.

## Autorzy oraz czas powstania
Listy dzielą się na dwie grupy. Pierwsza z nich składa się z 51 listów, których autorstwo przypisuje się Diogenesowi z Synopy, druga z 36 rzekomego autorstwa Kratesa z Teb. Żaden z nich nie został napisany przez filozofa, któremu przypisuje się jego autorstwo, albowiem te przypisywane Diogenesowi najprawdopodobniej powstały w I wieku p.n.e., podczas gdy listy rzekomego autorstwa Kratesa, z których większość wydaje się być oparta na listach Diogenesa prawdopodobnie powstała w I wieku n.e. Nie wiadomo kto jest faktycznym autorem listów. Wydaje się, że zostały napisane przez różnych autorów. Napisane w Koine, listy są jednymi z niewielu cynickich pism, które przetrwały od czasów imperium rzymskiego.
Jako dodatek do listów istnieje 10 epistoł przypisanych Anacharsisowi i 9 przypisanych Heraklitowi. Listy Anarchasisa najprawdopodobniej zostały napisane w III wieku n.e., podczas gdy Heraklita pochodzą prawdopodobnie z I wieku n.e. Obydwaj filozofowie poprzedzają cyników, jednak byli traktowani przez cyników jako ci, którzy przewidzieli cynickie ideały. Istnieje również 35 listów przypisywanych Sokratesowi oraz jego uczniom – Antystenes, Ajschines, Ksenofont, itp. Wiele z listów zostało napisanych przez kogoś silnie związanego z cynickimi ideałami.

## Treść
Listy cynickie dotyczą spraw bardziej związanych z etyką niźli religią. Ich celem nie jest dążenie do tego co boskie, a raczej dążenie do etycznie czystego życia poprzez oderwanie się od norm społecznych (anaideia) oraz ćwiczenie w odporności (askesis). Treści listów nie są specjalnie oryginalne, najprawdopodobniej służyły do propagowania filozofii cynickiej. Omawiają różne aspekty cynickiej filozofii życia. Instrukcje oraz wyjaśnienia, które się w nich znajdują, dotyczące cynickiego życia, są częścią polemiki skierowanej przeciw ludziom sprzeciwiającym się tym ideałom. Moralne anegdoty zawarte w listach są najprawdopodobniej tymi stosowanymi przez cynickich ulicznych kaznodziei tamtych czasów.